# クロスリー真優
クロスリー 真優（クロスリー まゆ、2006年6月15日 - ）は、日本の女子ジュニアテニス選手。東京都出身。

## 来歴
アメリカ人の父親と日本人の母親を持つハーフで、エバートテニスアカデミー所属の選手である。
文京区立窪町小学校、文京区立第一中学校出身。
2019年8月、全日本ジュニアテニス選手権大会の14歳以下女子シングルスで優勝。続いて10月の2019年U13RSK全国選抜ジュニアテニス大会でも優勝、2021年4月にはMUFG全国ジュニアテニストーナメントで準優勝を果たすなど高い成績を収めている。

## 出演
- 『夢対決!とんねるずのスポーツ王は俺だ!スペシャル』（2021年）[10]。